# أرض أديلي
أرض أديلي هي جزء من ساحل أنتاركتيكا بين 136 شرقا (نقطة بوركوا با في 66°12′S 136°11′E / 66.200°S 136.183°E) و142 شرقا (قرب نقطة الدن في 66°48′S 142°02′E / 66.800°S 142.033°E) بطول 350 كيلومترا من الشاطئ والداخل مع تمديد بحوالي 2,600 كم باتجاه القطب الجنوبي. انها واحدة من خمس مناطق من الأراضي الجنوبية وانتاركتيكا الفرنسية. مساحة الأراضي، ومعظمهم يغطي الجليد، يقدر بنحو 432,000 كيلومتر مربع.
منذ 12 يناير 1956، كان هناك بشكل دائم القاعدة البحثية الفرنسية في 66°40′S 140°01′E / 66.667°S 140.017°E، محطة دومونت دورفيل ويبلغ عدد سكانها شتاء 33، ويرتفع العدد إلى 78 في الصيف. المحطة الأولى الفرنسية، ميناء مارتن، قد بنيت في 9 أبريل 1950 في 66°49′04″S 141°23′39″E / 66.81778°S 141.39417°E، ولكن دمرتها النيران في ليلة من شهر يناير 22 إلى 23، 1952. ميناء مارتن استضاف مجموعة من السكان في فصل الشتاء في عام 1950 و17 في عام 1951.
كما أقامت فرنسا محطة داخلية في أنتاركتيكا في جرف جليدي على بعد 320 كيلومترا من الساحل ومحطة دومونت، على ارتفاع 2400 متر، وهي محطة شاركو (اسمها على جان بابتيست شاركو) في 69°22′S 139°01′E / 69.367°S 139.017°E، في السنة الجيوفيزيائية الدولية 1957/1958، في عملية من يناير 1957 لعام 1960، التي كانت تضم ثلاثة رجال. المحطة وضعت في حفرة في الثلج لحمايتها من الرياح القوية.
أرض أديلي لها حدود برية مع الإقليم الأسترالي في أنتاركتيكا في كل من الغرب والشرق، وهما على أرض كلاري (و جزء من ويلكس لاند) في الغرب، وأرض جورج الخامس في الشرق.
اكتشف الساحل في عام 1840 من قبل المستكشف الفرنسي سيباستيان جول سيزار دومونت دورفيل، الذي سماها على اسم زوجته، Adélie.
أرض أديلي كانت موقع تصوير فيلم وثائقي وهو مسيرة البطريق.